# Khédivat d'Égypte
1867–1914
Entités précédentes :
- Sultanat du Darfour
- Province d'Égypte

Entités suivantes :
- Sultanat d'Égypte
- Soudan anglo-égyptien
- Soudan mahdiste
- Érythrée italienne
- Somalie britannique

Le khédivat d'Égypte (en arabe : الخديوية المصرية / al-ḵidīwiyya al-miṣriyya ; en turc ottoman : خدیویت مصر / H̲ıdiviyet-i Mısır) était un État tributaire autonome de l'Empire ottoman.
Le khédivat fut créé par un firman du 8 juin 1867 (5 safar 1284 AH) par lequel le sultan Abdülaziz conféra à son vassal, Ismaïl Pacha, le titre de khédive.
Le khédivat prit fin le 19 décembre 1914 avec la déposition du dernier khédive, Abbas II, et la désignation de son oncle, Hussein Kamal, comme sultan. Le sultanat d'Égypte lui a succédé.